# Here on Earth
Here on Earth (en español, Aquí en la tierra) es una película estadounidense de drama romántico estrenada en el año 2000. Está dirigida por Mark Piznarski y protagonizada por Josh Hartnett, Chris Klein y Leelee Sobieski.

## Argumento
La película narra las vidas de tres jóvenes: un estudiante rico, una tenaz joven y su novio, se entremezclan en un verano. Kelley Morse nunca se habría inmiscuido en las vidas de los vecinos del pueblo cercano a la residencia, pero cuando saca su flamante Mercedes de la carretera se verá metido en líos con Jasper, que le desafía a una carrera de coches que terminará causando un gran destrozo en el restaurante de la madre de Samantha.
Luego Samantha sufre una enfermedad terminal, que se le va extendiendo por todo el cuerpo.

## Elenco
- Chris Klein
- Leelee Sobieski
- Josh Hartnett
- Michael Rooker
- Annie Corley
- Bruce Greenwood
- Annette O'Toole
- Elaine Hendrix